# パレスチナ解放人民戦線総司令部

パレスチナ解放人民戦線総司令部の旗

パレスチナ解放人民戦線総司令部（パレスチナかいほうじんみんせんせんそうしれいぶ、アラビア語: الجبهة الشعبية لتحرير فلسطين - القيادة العامة 、英語: Popular Front for the Liberation of Palestine - General Command、略称:PFLP-GC）は、パレスチナの政党。
1968年にPFLPから分離して設立された。政治重視のPFLPに対しPFLP-GCは軍事重視を主張する。パレスチナ・ナショナリズムを掲げてパレスチナ解放機構にも参加している。日本語訳では明示的に「パレスチナ解放人民戦線総司令部派」と表記されることも多い。
アメリカ合衆国、欧州連合、オーストラリア、イスラエル、カナダ、日本各政府によってテロ組織に指定されている。日本赤軍と連携していたとされている。
2011年のシリア内戦では政府軍に組しヤルムークに部隊を送った。そこで反政府側の自由シリア軍（FSA）と、リワ・アル・アシファ（突撃旅団）というパレスチナ人が含まれる部隊と戦闘になった。パレスチナの左派には、現在では極右に近いといわれている。

## 概要
1968年にパレスチナ解放人民戦線（PFLP）から分離（支援していたシリアとエジプトの意見対立が原因とされる）。政治よりも戦闘に中心を置くことを主張した。暴力的にPLO主流派に反対している。
指導者は元シリア軍大尉のアフマド・ジブリール書記長。シリアとイラン両方の支援を受ける。熱気球とモーターつきハンググライダーを使ってイスラエルに越境テロ攻撃を行うといった変わった手段を使う。本部はダマスカスにあったがアメリカ合衆国とシリアの会談の結果閉鎖された。現在は、レバノンに拠点がある。
国際社会からは、ヒズボラと共にレバノンで活動する「違法な民兵組織」として、武装解除を要求されている。　